# Federação dos Jovens Verdes Europeus
A Federação dos Jovens Verdes Europeus, tipicamente conhecida como FYEG (/ˈfiːɛɡ/ FEE--egg), é uma organização de cúpula que reúne movimentos e organizações de jovens verdes de toda a Europa, contando com 40.000 membros. O objetivo da FYEG é defender a justiça climática e social ao nível europeu. É, desde 2007, a ala jovem do Partido Verde Europeu.
A FYEG reúne 32 organizações membros, 2 candidatas e 2 membros associados, juntamente com duas organizações parceiras - os Jovens Verdes Globais e a Rede de Cooperação e Desenvolvimento da Europa de Leste. É um parceiro próximo da Fundação Verde Europeia, do Partido Verde Europeu e da Academia Verde. É também membro de pleno direito do Fórum Europeu da Juventude (EYF), que opera no âmbito dos quadros de envolvimento dos jovens do Conselho da Europa e da União Europeia e trabalha em estreita colaboração com ambos os órgãos.

## História
A Federação dos Jovens Verdes Europeus foi criada em 1988, tendo Gérard Onesta como um dos membros fundadores. A ideia para a criação de uma federação europeia foi apresentada em Estrasburgo, em 1988, por jovens membros franceses, belgas, luxemburgueses e alemães de partidos Verdes.
Em 2002, durante uma Assembleia Geral da FYEG em Belgrado, foi fundada a rede de Cooperação e Desenvolvimento (CDN), com o objectivo de melhor apoiar as organizações de jovens Verdes no Leste e Sudeste da Europa, que eram frequentemente menores e menos desenvolvidas do ponto de vista organizacional do que as suas congéneres na Europa Ocidental.
A partir de então, a FYEG tornou-se mais política e reforçou os seus laços com o Partido Verde Europeu (EGP) e o European Youth Forum (EYF). Em 2007, tornou-se na ala jovem oficial do EGP e passou a ter direito de eleger os órgãos da EGP.
Em 2009, a FYEG lançou a sua primeira campanha europeia interna para promover jovens candidatos nas eleições europeias. Três eurodeputados, à data entre os mais jovens de sempre, foram eleitos para o Parlamento Europeu: Ska Keller, Jan Philipp Albrecht e Karima Delli. Programas semelhantes em eleições posteriores foram igualmente bem sucedidos, sendo de destacar os êxitos de Terry Reintke, Linnéa Engström e Ernest Urtasun.
Na Assembleia Geral de 2018, a FYEG celebrou o seu 30º aniversário e, pela primeira vez, elegeu duas mulheres como co-porta-vozes: Zuzana Pavelková, da Mladí zelení e Katri Ylinen, da ViNO.

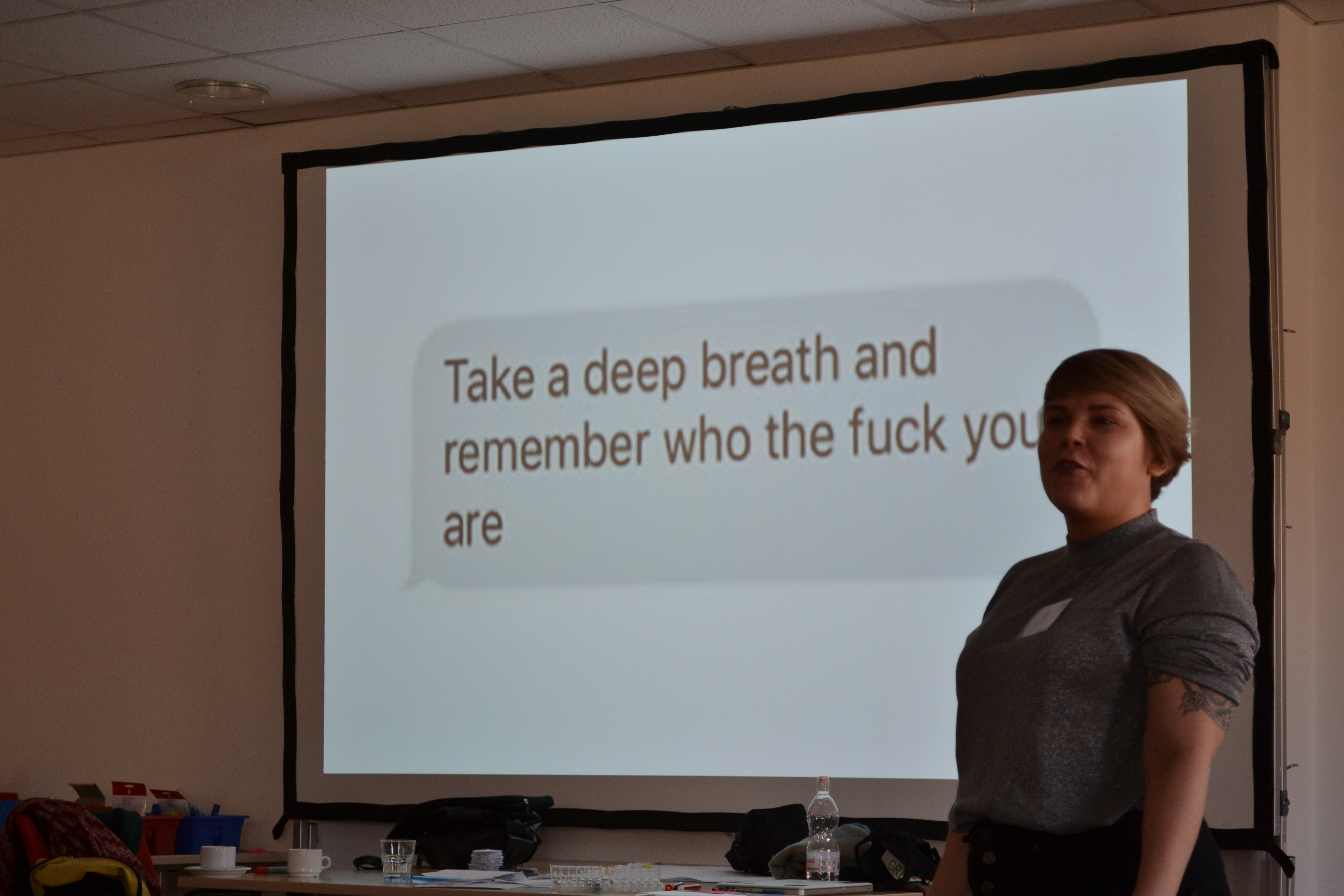
Katri Ylinen, co-porta-voz da FYEG 2018-2019

## Atividades
À semelhança de muitas outras organizações juvenis político-partidárias europeias, as principais atividades da FYEG consistem em fazer lobby junto do seu partido-mãe nos canais internos e externos, participando no discurso político europeu mais alargado sobre tópicos relevantes para si e para as suas organizações membros - nomeadamente a migração e os direitos LGBTQ+ - e na organização de intercâmbios internacionais de jovens com financiamento da UE e do Conselho da Europa. Estas incluíram sessões de estudo nos Centros Juvenis do Conselho da Europa em Estrasburgo e Budapeste, bem como campos de verão e sessões de formação em vários locais na Europa.

## Estruturas

### Assembleia Geral
A Assembleia Geral é o órgão máximo de decisão da FYEG. Todas as organizações membros de pleno direito têm dois votos na Assembleia Geral, as organizações candidatas têm um voto e as organizações observadoras (parceiras) podem enviar observadores.
A Assembleia Geral é realizada anualmente num país diferente. É durante a Assembleia Geral que são eleitos os membros das diferentes estruturas.

### Comité Executivo
O Comité Executivo (CE) é o segundo órgão de decisão mais elevado da FYEG. Ocupa-se da gestão quotidiana da federação. O CE é composto por 8 membros. No seio do CE, existem dois co-porta-vozes e um tesoureiro e os seus membros são eleitos pelo período de um ano, podendo renovar os seus mandatos três vezes.

### Comité Consultivo e de Controlo Financeiro (FCAC)
As tarefas do FCAC incluem a realização de uma reunião anual dedicada ao controlo das finanças da FYEG. Um relatório escrito desta reunião deve ser apresentado ao Comité Executivo, proporcionando assim uma auditoria interna e a apresentação deste relatório anual aos delegados da Assembleia Geral.
Os membros da FCAC são eleitos por dois anos pela Assembleia Geral.

### Comité Consultivo
O Comité Consultivo acompanha o funcionamento do Comité Executivo e do pessoal e auxilia na resolução de conflitos entre membros e/ou pessoal do Comité Executivo. Geralmente são ex-membros do Comité Executivo ou pessoas que estiveram envolvidas na FYEG. O Comité Consultivo assegura a transferência de conhecimentos dentro da FYEG e atua como um órgão de resolução de conflitos. É eleito por dois anos pela Assembleia Geral e é composto por 5 membros. As ações do Comité Consultivo são tomadas apenas mediante solicitação dos membros do Comité Executivo ou de outros órgãos da FYEG.

### Grupos de trabalho
Os Grupos de Trabalho são o local onde os activistas se reúnem, debatem temas e desenvolvem campanhas e ideias. São responsáveis pela construção e comunicação de posições ao nível interno e externo, mediante a aprovação do Comité Executivo. Cada grupo de trabalho é composto por pelo menos 5 pessoas de 5 organizações membros diferentes.

### Pessoal administrativo
O pessoal administrativo conta com pelo menos um Secretário Geral (eleito por três anos pela Assembleia Geral) e um Assistente de Projetos. O Secretário Geral é responsável pela gestão quotidiana da FYEG no que diz respeito a finanças, coordenação do escritório, angariação de fundos, representação, elaboração de relatórios, networking e representação legal. O Assistente de Projetos é responsável pela gestão de projetos, organização de eventos da FYEG e pelo apoio administrativo ao Secretário Geral.

## Membros

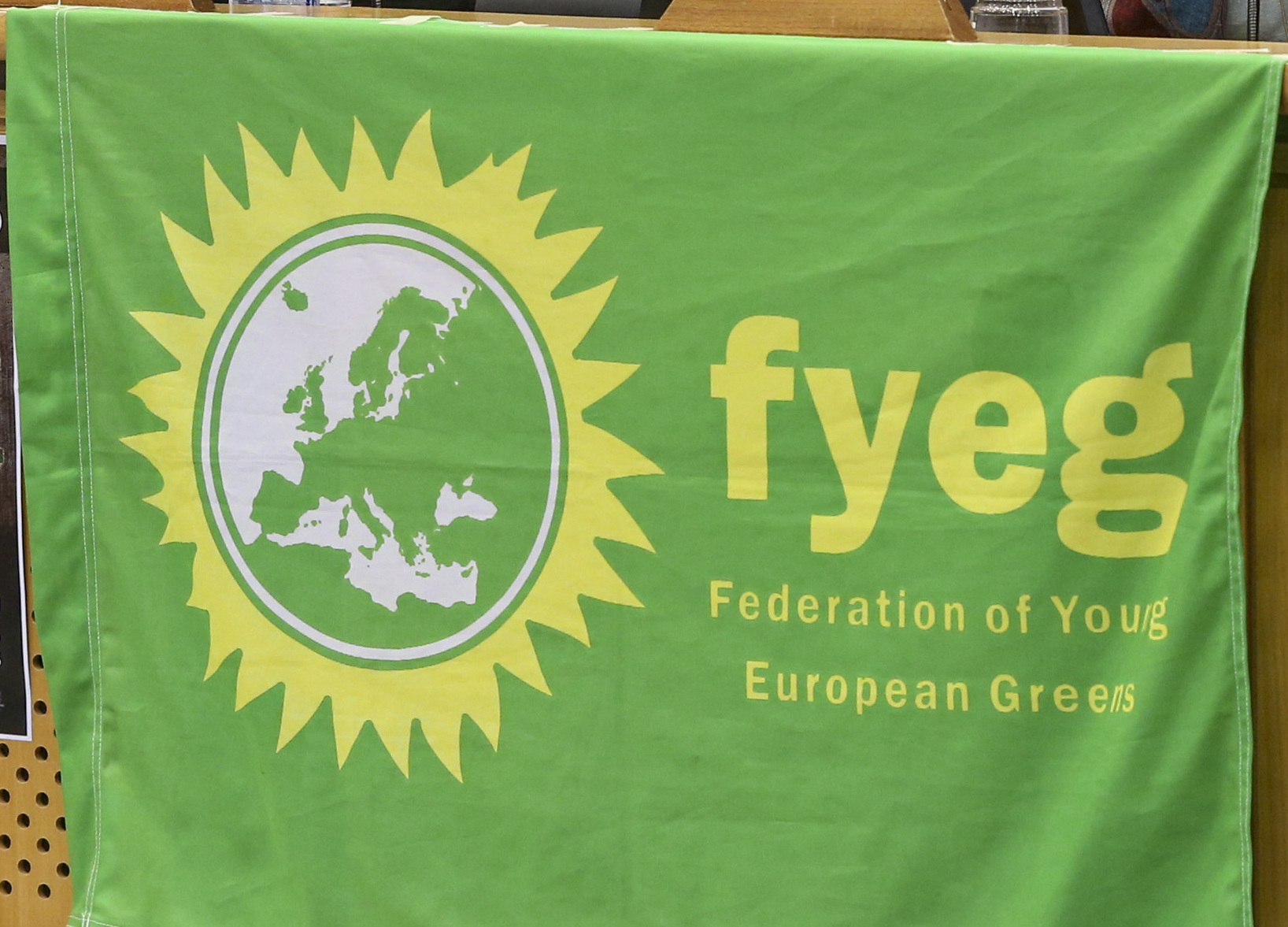
Uma bandeira usada pela organização

| País ou Região             | Nome (na língua original)                                          | Nome (Tradução)                                             | Status    |
| -------------------------- | ------------------------------------------------------------------ | ----------------------------------------------------------- | --------- |
| Albânia                    | Te Rinjte e Gjelber                                                | Juventude Verde                                             | Membro    |
| Alemanha                   | Grüne Jugend                                                       | Juventude Verde                                             | Membro    |
| Áustria                    | Grüne Jugend - Grünalternative Jugend                              | Juventude Verde - Juventude Alternativa Verde               | Membro    |
| Bielorrússia               | Пакаленiе зяленых                                                  | Geração Verde                                               | Associado |
| Bulgária                   | Младежи за зелено бъдеще                                           | Juventude por um Futuro Verde                               | Associado |
| Bélgica (Flandres)         | Jong Groen                                                         | Juventude Verde                                             | Membro    |
| Bélgica (Francófona)       | Ecolo J                                                            | Juventude Ecologista                                        | Membro    |
| Chéquia                    | Mladí Zelení                                                       | Jovens Verdes                                               | Membro    |
| Chipre                     | Νεολαία Οικολόγων                                                  | Juventude Ecologista                                        | Membro    |
| Escócia                    | Scottish Young Greens                                              | Jovens Verdes Escoceses                                     | Membro    |
| Espanha                    | Juventud Verde                                                     | Juventude Verde                                             | Membro    |
| Espanha (Catalunha)        | Joves Ecosocialistes                                               | Jovens Ecossocialistas                                      | Membro    |
| Estónia                    | Noored Rohelised                                                   | Jovens Verdes                                               | Candidato |
| Finlândia                  | Vihreät nuoret                                                     | Juventude Verde                                             | Membro    |
| França                     | Jeunes écologistes                                                 | Jovens Ecologistas                                          | Membro    |
| Geórgia                    | საქართველოს ახალგაზრდა მწვანეები                                   | Jovens Verdes da Geórgia                                    | Membro    |
| Grécia                     | Νέοι Πράσινοι                                                      | Jovens Verdes                                               | Membro    |
| Inglaterra · País de Gales | Young Greens of England and Wales                                  | Jovens Verdes de Inglaterra e País de Gales                 | Membro    |
| Irlanda                    | Óige Ghlas                                                         | Juventude Verde                                             | Membro    |
| Itália                     | Giovani Europeisti Verdi                                           | Jovens Europeístas Verdes                                   | Membro    |
| Itália (Tirol do sul)      | Young Greens South Tyrol                                           | Jovens Verdes do Tirol do Sul                               | Membro    |
| Letônia                    | Protests                                                           | Protesto                                                    | Membro    |
| Lituânia                   | Jaunųjų demokratų sąjunga                                          | União dos Jovens Democratas                                 | Candidato |
| Luxemburgo                 | déi jonk gréng                                                     | Jovens Verdes                                               | Membro    |
| Macedônia do Norte         | МОДОМ                                                              |                                                             | Membro    |
| Malta                      | Kollettiv Żgħażagħ EkoXellugin                                     | Coletivo Juvenil EcoEsquerda                                | Membro    |
| Montenegro                 | Forum Mladih URA                                                   | Fórum Juvenil URA                                           | Membro    |
| Noruega                    | Grønn Ungdom                                                       | Juventude Verde                                             | Membro    |
| Países Baixos              | DWARS                                                              | Contrário                                                   | Membro    |
| Polónia                    | Ostra Zieleń                                                       | Verdes Afiados                                              | Membro    |
| Portugal                   | Ecolo Jovem "Os Verdes"                                            |                                                             | Membro    |
| Suécia                     | Grön Ungdom                                                        | Juventude Verde                                             | Membro    |
| Suíça                      | Junge Grüne Schweiz Jeunes Vert-e-s Suisses Giovani Verdi Svizzera | Jovens Verdes da Suíça                                      | Membro    |
| Sérvia                     | Зелена омладина Србије                                             | Juventude Verde da Sérvia                                   | Membro    |
| Turquia                    | Genç Yeşiller                                                      | Jovens Verdes                                               | Membro    |
| Ucrânia                    | Зелена молодь України                                              | Juventude Verde da Ucrânia                                  | Membro    |
| Europa de Leste            | Cooperation and Development Network Eastern Europe                 | Rede de Cooperação e Desenvolvimento para a Europa de Leste | Associado |